# Eugene Campbell
Eugene Campbell (né le 17 août 1932 à Minneapolis et mort le 8 avril 2013) est un joueur américain de hockey sur glace. Lors des Jeux olympiques d'hiver de 1956, il remporte la médaille d'argent.

## Palmarès
- Médaille d'argent aux Jeux olympiques de Cortina d'Ampezzo en 1956